# Estadio Rafael Calles Pinto
El Estadio Olímpico Rafael Calles Pinto es una infraestructura deportiva usada comúnmente para la práctica del fútbol, ubicada en la ciudad de Guanare, tiene una capacidad de 7 mil espectadores sentados y es la sede del equipo de primera división del fútbol venezolano Llaneros de Guanare, también hace las veces de local el equipo Atlético Furrial, que participa en la Segunda División de Venezuela.
Recientemente y a través del IND se inició se proyectó el proceso de reparación de esta estructura que incluía el techado de la tribuna principal, reconstrucción de la cerca perimetral, construcción del edificio administrativo y ampliación de las gradas.
No es uno de los estadios de Venezuela con mayor capacidad pero aun así ha tenido los reconocimientos de mayor entrada de público para los partidos de su principal asociado deportivo Llaneros de Guanare.
Debe su nombre a un dirigente Deportivo fundador del LLANEROS FUTBOL CLUB el cual falleció en un accidente de tránsito en el año 1984.